# Eleições legislativas no Uttar Pradesh (2007)
As eleições legislativas em 2007 no Uttar Pradesh elegem os 403 membros da Assembleia do Uttar Pradesh.
Estas eleições marcam um período importante na luta entre o Partido do Congresso de Sonia Gandhi, que se encontra no poder, e o Partido Bharatiya Janata, que estava então num momento de ascensão.
Estão inscritos nas listas daquele estado indiano mais de 114 milhões de eleitores.

## Fases
Estas eleições realizam-se em sete fases com início em 7 de Abril de 2007. A contagem dos votos só terá início em 11 de Maio, depois de concluída a fase de votações.
| Data        | Assentos | Candidatos | Distritos |
| ----------- | -------- | ---------- | --------- |
| 7 de Abril  | 62       | 839        | 13        |
| 13 de Abril | 58       | 881        | 10        |
| 18 de Abril | 57       | 861        | 10        |
| 23 de Abril | 57       | 922        | 10        |
| 28 de Abril | 58       | 863        | 9         |
| 3 de Maio   | 52       | 738        | 9         |
| 8 de Maio   | 59       | 934        | 9         |
| Total       | 403      | 6.038      | 70        |

### 7 de Abril
No primeiro dia destas eleições disputam-se 62 lugares, correspondentes a 13 Distritos do Sudoeste do Estado, os quais contam com cerca de 16 milhões de eleitores (8.843.581 homens e 7.331.147 mulheres).
Na corrida estão 839 candidatos, de entre os quais 44 são mulheres.
No total dos 13 Distritos existem 35 círculos eleitorais. O círculo que conta com mais candidatos é Agra, com 28 concorrentes. No lado oposto encontra-se Mau de Ranipur, no Distrito de Jhansi, com 4 aspirantes ao lugar. O círculo com mais eleitores é Govindnagar, com 629.993.
Entre os candidatos encontra-se o ministro-chefe, Mulayam Singh Yadav pelo círculo de Bhartana, Distrito de Etawah. Yadav também concorre por Gannaur, cujas eleições ocorrem na terceira fase, em 18 de Abril.
A afluência às urnas neste primeiro dia foi de cerca de 45%. Mahrauni no Distrito de Lalitpur teve a mais alta taxa de afluência com 58,83% e Agra Oeste a mais baixa, com 32%.
Esta primeira fase decorreu pacificamente, sem registo de incidentes graves.

### 13 de Abril
A Segunda Fase elegeu 58 lugares em 10 Distritos do Oeste do Estado (Aligarh, Meerut, Mathura, Ghaziabad, Gautambudh Nagar (Noida), Muzaffarnagar, Bulandshahr, Saharanpur, Hathras e Baghpat), num total de 29 círculos eleitorais. Estavam inscritos 16.429.941 eleitores (8.983.068 homens e 7.446.873 mulheres).
Concorreram 881 candidatos, dos quais 50 eram mulheres, distribuidos pelos seguintes partidos:
- Samajwadi Party - 56
- Bahujan Samajwadi Party - 57
- Partido do Congresso Nacional Indiano - 56
- Bharatiya Janata Party – 57
- Rashtriya Lok Dal - 57
- Partido Comunista da Índia – 1
- Partido Comunista da Índia (Marxista) - 1
- Partido do Congresso Nacionalista - 9
- Partidos Estaduais Reconhecidos -   193
- Independentes – 394

A afluência às urnas nesta segunda fase foi de 46%, tendo o acto eleitoral decorrido sem incidentes.

### 18 de Abril
A Terceira Fase destas eleições atribuiu 57 lugares referentes a 10 Distritos (Bijnore, Moradabad, Jyotiba Phule Nagar, Rampur, Budaun, Barielly, Pilibhit, Shahjahanpur, Farrukhabad e Kannau). O total dos 10 distritos contava com mais de 15.100.000 eleitores. Concorreram 861 candidatos dos quais 57 eram mulheres.
A afluência às urnas foi de cerca de 51%.

### 23 de Abril
A Quarta Fase destas eleições realizou-se em mais 10 Distritos do Uttar Pradesh (Lakhimpur-Kheri, Sitapur, Barabanki, Bahraich, Shravasti, Balrampur, Gonda, Basti, Siddharth Nagar e Sant Kabirnagar), com um total de mais de 15,5 milhões de eleitores dos quais 7 milhões são mulheres. Estavam em disputa 57 lugares, para os quais concorreram 922 candidatos.
A afluência às urnas nesta quarta fase foi de cerca de 46%.

### 28 de Abril
A Quinta Fase distribui 58 lugares da Assembléia Legislativa do Uttar Pradesh, referentes a 9 distritos (Lucknow, Rae Bareli, Sultanpur, Pratapgarh, Fatehpur, Hardoi, Unnao, Banda e Chitrakoot). Estão recenseados para esta jornada mais de 15.900.000 eleitores. Concorrem a esta fase 863 candidatos.
A afluência às urnas nesta fase foi de 42,7%.

### 3 de Maio
A Sexta Fase destas eleições fez a distribuição de 52 lugares e decorreu em 9 distritos (Ghazipur, Chanduali, Varanasi, Jaunpur, Sant Ravidas Nagar, Mirzapur, Sonebhadra, Allahabad e Kaushambi). Concorreram a esta fase 738 candidatos.
Estavam recenseados nestes 9 distritos 16.300.000 eleitores, dos quais votaram cerca de 43%.

### 8 de Maio
A Sétima e última Fase destas eleições definiu a escolha de 59 deputados referentes a 9 distritos (Faizabad, Gorakhpur, Maharajganj, Azamgarh, Kushinagar, Deoria, Mau, Ballia e Ambedkar Nagar). No total dos 9 distritos estavam recenseados cerca de 17,8 milhões de eleitores.
Concorreram a esta fase 934 candidatos.
A taxa de afluência às urnas neste último dia foi de cerca de 45%.

## Resultados
O resultados deste longo processo eleitoral foi divulgado no dia 11 de Maio de 2007. O grande vencedor destas eleições foi o Bahujan Samaj Party (BSP), que conseguiu uma maioria absoluta com 208 lugares dos 403 que constituem o Parlamento do Uttar Pradesh. Desde há 14 anos que aquele Parlamento não tinha uma maioria absoluta.
Os grandes derrotados foram os dois principais partidos indianos; o Samajwadi Party (96 lugares) e o Congress Party (21 lugares).
| Partido                   | Lugares |
| ------------------------- | ------- |
| Bahujan Samaj Party (BSP) | 208     |
| Samajwadi Party           | 96      |
| Bharatiya Janata Party    | 49      |
| Indian National Congress  | 21      |
| Outros e Independentes    | 28      |